# Bellnhausen (Gilserberg)
Bellnhausen ist eine kleine, um eine ehemalige Burg und Gutsanlage entstandene Siedlung in der Gemarkung von Itzenhain, einem Ortsteil der Gemeinde Gilserberg im nordhessischen Schwalm-Eder-Kreis.

## Lage
Der kleine Weiler liegt 0,5 km südlich von Itzenhain, 3 km südlich der Kerngemeinde Gilserberg und etwa 9 km westlich von Schwalmstadt, an den Kreisstraßen 99 und 100, in dem sich nach Norden weitenden Talhaupt des kleinen Baches Hardwasser.  Die Quellbäche der Hardwasser entspringen unmittelbar nordwestlich von Bellnhausen.  Der Bach fließt zunächst nördlich an Bellnhausen vorbei, biegt dann nach Südosten ab und nimmt dabei den südlich von Bellnhausen vorbeifließenden Katzenbach auf.  

## Geschichte
Gegen Ende des 13. Jahrhunderts erbauten die Herren von Bellnhausen die kleine Turmburg Bellnhausen, eine Motte, auf einem von einem Wassergraben umgebenen Erdhügel. Die dazugehörige kleine Siedlung Belnhusen wird im Jahre 1324 in Amöneburger Kellereirechnungen erstmals erwähnt. 1324 und 1360 hatte das Erzstift Mainz die Zehntrechte in Bellnhausen. Aus dem Wirtschaftshof der Burg wurde im Laufe der Zeit ein ansehnliches Gut, das nach dem Aussterben der Herren von Bellnhausen 1556 durch Belehnung oder Verpachtung mehrfach den Besitzer wechselte. Die alte Burg wird bereits im 17. Jahrhundert als verfallen erwähnt und wurde im 18. oder zu Anfang des 19. Jahrhunderts abgebrochen; erhalten sind nur noch geringe Mauerreste und Teile des Wassergrabens.
Die Gutsanlage wurde im 18. und 19. Jahrhundert erheblich erweitert und ausgebaut. 1867 wurde Bellnhausen preußische Staatsdomäne. Im Jahre 1885 umfasste ihre Gemarkung 103 Hektar Ackerland und 25 Hektar Wiesen. Zu dieser Zeit befanden sich auf der Domäne drei Wohnhäuser mit 33 Bewohnern.  
Die Domäne und der Gutsbezirk wurden 1928 aufgelöst. Der Gutshof wurde nach Itzenhain eingemeindet, und die bisherige Gemarkung Bellnhausen kam mehrheitlich an die Gemeinde Itzenhain, zu Teilen aber auch an Winterscheid und Appenhain. Im Rahmen der Gebietsreform in Hessen wurde Itzenhain am 1. April 1972 ein Ortsteil der Gemeinde Gilserberg.